# Фурубіра (повіт)
Пові́т Фурубі́ра (яп. 古平郡, ふるびらぐん, МФА: [ɸuɾibiɾa guɴ]) — повіт в Японії, в окрузі Сірібесі префектури Хоккайдо.